# زفر (اسم)
زفر هو اسم علم مذكر من أصل عربي، ومعناه هو القوي على حمل الأزفار أي القرب، وزفر البحر النهر الكثير الماء السيد لأنه قوي على الحمالات الجواد العطية الكثيرة، والأسد الشجاع.

## شخصيات تحمل الاسم
- زفر بن الحارث الكلابي
- زفر بن الهذيل (728 – 775)

## وصلات خارجية
- موسوعة السلطان قابوس لأسماء العرب نسخة محفوظة 5 أبريل 2019 على موقع واي باك مشين.